# 苏马卡尔塞尔
苏马卡尔塞尔，是西班牙巴伦西亚自治区巴伦西亚省的一个市镇。总面积20平方公里，总人口1323人（2001年），人口密度66人/平方公里。